# Panafrykański Związek na rzecz Demokracji Społecznej
Panafrykański Związek na rzecz Demokracji Społecznej (fr. Union panafricaine pour la démocratie sociale, UPADS) – kongijska partia polityczna, od 1997 roku największa siła opozycyjna w Zgromadzeniu Narodowym oraz Senacie.
W 1992 roku była partią rządzącą, a od 1992 do 1997 jej założyciel, Pascal Lissouba, był prezydentem Republiki Konga.

## Historia

### Wybory prezydenckie i parlamentarne w 1992 roku
Panafrykański Związek na rzecz Demokracji Społecznej został założony przez Pascala Lissoubę w 1991 roku. W wyborach parlamentarnych w czerwcu i lipcu 1992 roku zdobyła większość, uzyskując 39 mandatów w Zgromadzeniu Narodowym, a także 23 miejsca w Senacie. W wyborach prezydenckich w sierpniu tego samego roku kandydatem partii był Lissouba. Uzyskał on 35,97% (282 020 głosów) w pierwszej turze i 61,32% (506 396 głosów) w drugiej turze, tym samym uzyskując elekcję na urząd prezydenta Konga. Na tym stanowisku zaprzysiężony został 31 sierpnia. We wrześniu tegoż roku Lissouba mianował członka UPADS – Stéphane Maurice Bongho-Nouarra na urząd premiera. 7 września powołano nowy rząd, składający się m.in. z członków UPADS – Martin M'beri (minister stanu ds. integracji i kontaktu z parlamentem), Clément Mouamba (minister finansów), Moungounga Nkombo Nguila (minister gospodarki) i Jean Itadi (minister górnictwa i energetyki). 1 października tego samego roku Augustin Poignet (były prezydent oraz ówczesny senator wybrany z list UPADS) został wybrany przewodniczącym izby wyższej parlamentu Konga. W międzyczasie powstała nowa koalicja Unia na rzecz Odnowy Demokratycznej (URD) (złożona z 7 partii, w tym między innymi z Kongijskiej Partii Pracy), która to 31 października przeprowadziła udane wotum nieufności wobec rządu Bongho-Nouarra, w wyniku czego premier podał się do dymisji. 17 listopada 1992 roku Lissouba rozwiązał parlament.

### Wybory parlamentarne w 1993 roku
W wyborach parlamentarnych w 1993 roku UPADS startował w skupionej wokół samej siebie koalicji Presidential Tendency. 2 maja, podczas pierwszej tury, koalicja uzyskała 62 z 114 mandatów. Podczas drugiej tury, 6 czerwca (w pozostałych 11 okręgach w których nie przydzielono mandatów), otrzymała 7 spośród 11 miejsc. Opozycyjna koalicja URD-PCT kierowana przez Bernarda Kolélasa oprotestowała wynik wyborów. 29 czerwca Sąd Najwyższy uznał iż wybory odbyły się w sposób nieprawidłowy. 4 sierpnia zadecydowano o powtórzeniu głosowania. Ponowne wybory odbyły się 3 i 6 października. Ostatecznie koalicja, w której startował UPADS otrzymała 64 mandaty, z czego 49 przypadło partii. Szefem klubu UPADS w Zgromadzeniu Narodowym został Pascal Tsaty Mabiala.
W czerwcu 1994 roku doszło do publicznego pojednania pomiędzy Lissoubą, a Kolelasem.

### Kryzys w 1997 roku
W 1997 roku Pascal Tsaty Mabiala, szef UPADS w Zgromadzeniu Narodowym, został mianowany ministrem obrony narodowej. W maju 1997 roku, gdy Deni Sassou-Nguesso powrócił do kraju, spotkał się z premierem Yhombi-Opango żeby zaproponować mu obalenie Lissouby. Wydarzenie to spowodowało zamieszki. W październiku 1997, w związku z trwającą wojną domową w Republice Konga, doszło do interwencji wojsk Angoli, w wyniku czego prezydent Lissouba, premier Yhombi-Opango i ich zwolennicy (m.in. Bernard Kolélas) zostali zmuszeniu do ucieczki z kraju. 25 października zaprzysiężony na urząd prezydenta został Sassou-Nguesso, tym samym obalono z tego stanowiska Lissoubę.
Po przejęciu władzy, Sassou-Nguesso mianował Matina M'beri, jako przedstawiciela UPADS, ministrem budownictwa.

### Wybory prezydenckie i parlamentarne w 2002 roku
Jednym z chętnych do reprezentowania UPADS w wyborach prezydenckich w 2002 roku był Martin M'beri – ówczesny lider partii. Ostatecznie jednak partię reprezentował Joseph Kignoumbi Kia Mboungou, zajął on drugie miejsce z wynikiem 2,76% (33 154 głosów).
W wyborach parlamentarnych, które odbyły się 26 maja i 23 czerwca 2002 roku partia zdobyła jedynie 3 spośród 137 mandatów do Zgromadzenia Narodowego.
28 grudnia 2006 roku, podczas I nadzwyczajnego kongresu Panafrykańskiego Związku na rzecz Demokracji Społecznej wybrano Tsaty Mabialę na sekretarza generalnego partii, zastępując na tym stanowisku Christophe Moukouéké. Podczas kongresu uczestnicy powołali także radę narodową (601 członków), biuro polityczne (135 członków) i kolegium wiceprzewodniczących (25 osób) składające się m.in. z Josepha Kignoumbi Kia-Mboungou, Alphonse'a Souchlaty-Poaty, Ange Edouard Mpoungui, Clément Mouamba, Jean Itadi i Mireille Lissouba.

### Wybory parlamentarne w 2007 roku
Wybory parlamentarne w 2007 roku zostały oprotestowane przez większość partii opozycyjnych, jednocześnie UPADS oraz Związek na rzecz Demokracji i Republiki/Mwinda – dwie największe partie spośród opozycji, wystawiły w wyborach swoich kandydatów. Według anonimowych źródeł portalu Jeune Afrique, decyzja o starcie w wyborach podparta była obawą o obecność byłych liderów UPADS na listach innych partii, którzy to po dostaniu się do Zgromadzenia Narodowego, mogliby następnie próbować destabilizować władze partii.
W wyborach, które odbyły się 24 czerwca i 5 sierpnia 2007 roku partia uzyskała 11 mandatów do Zgromadzenia Narodowego. Po wyborach UPADS zaskarżył komisję wyborczą do Sądu Konstytucyjnego twierdząc, że głosowanie nie było ani przejrzyste, ani uczciwe, a wyniki są sfabrykowane.

### Wybory prezydenckie w 2009 roku
30 listopada 2008 roku, podczas posiedzenia rady narodowej UPADS, wybrano Ange Édouarda Poungui na kandydata partii w zbliżających się wyborach prezydenckich. Z racji wycofania się z prawyborów jego głównego rywala – Josepha Kignoumbi Kia Mboungou, uzyskał on 85% poparcia. 19 czerwca 2009 Sąd Konstytucyjny zakazał Poungui udziału w wyborach prezydenckich z powodu niespełnienia wymogów konstytucyjnych. Został odsunięty z powodu niezamieszkiwania przez okres co najmniej dwóch lat w kraju, czego wymaga konstytucja.
W wyborach ostatecznie wystartował wiceprzewodniczący UPADS, który to wcześniej zrezygnował z udziału w prawyborach – Joseph Kignoumbi Kia Mboungou, natomiast kandydował on jako bezpartyjny. Uzyskał 100 181 głosów (7,46%), tym samym zajmując drugie miejsce spośród 13 kandydatów.

### Wybory parlamentarne w 2011 i 2012 roku
W wyborach do Senatu, które odbyły się 9 października 2011 roku UPADS zdobył 2 spośród 36 mandatów.
W wyborach parlamentarnych w 2012 roku partia uzyskała 7 mandatów w Zgromadzeniu Narodowym, stając się tym samym jedyną partią opozycyjną w parlamencie.

### Wybory prezydenckie w 2016 roku
Pod koniec stycznia 2016 roku UPADS ogłosił, że kandydatem partii na urząd prezydenta w nadchodzących wyborach będzie Pascal Tsaty Mabiala. Ostatecznie zajął on 4 miejsce uzyskując 65 025 głosów (4,67%).

### Wybory parlamentarne w 2017 roku
W wyborach parlamentarnych w 2017 roku UPADS zdobył 8 miejsc w Zgromadzeniu Narodowym oraz 2 miejsca w Senacie Republiki Konga. Senatorami zostali Ange Édouard Poungui oraz Joseph Yedikissa-Dhadié.

### Wybory prezydenckie w 2021 roku
W wyborach prezydenckich w 2021 roku partia nie wystawiła żadnego kandydata. Tsaty Mabiala nie zdecydował się na start, powołując się na błędy w organizacji wyborów. 15 maja 2021 roku rzecznik prasowy UPADS, Honoré Sayi, został mianowany ministrem energetyki i hydrauliki w rządzie premiera Anatole Collinet Makosso. Cztery dni później został zawieszony w prawach członka partii. 13 marca 2022 roku Rada Krajowa UPADS przywróciła mu prawa członka partii.

### Wybory do Zgromadzenia Narodowego w 2022 roku
W wyborach do Zgromadzenia Narodowego, które odbyły się 10 i 31 lipca UPADS zdobył 7 mandatów tracąc tym samym jedno miejsce w parlamencie. We wrześniu tego samego roku Honoré Sayi został mianowany ministrem transportu.

### Wybory do Senatu w 2023 roku
W wyborach senackich, zarządzonych na 20 sierpnia 2023 roku, UPADS uzyskał najgorszy wynik w historii istnienia partii otrzymując tylko jeden mandat w izbie wyższej. Senatorką została wybrana Élisabeth Mapaha, burmistrz miasta Mossendjo w latach 2014–2019, po tym jak w II turze głosowania w departamencie Niari wycofał się z kandydowania Ignace Mafoumbi Nziengui.

## Poparcie w wyborach

### Wybory do Zgromadzenia Narodowego
| Wybory | Mandaty | +/− | Rząd     |
| ------ | ------- | --- | -------- |
| 1992   | 39/125  | –   | Rząd     |
| 1993   | 49/114  | 10  | Opozycja |
| 2002   | 3/137   | 46  | Opozycja |
| 2007   | 11/137  | 8   | Opozycja |
| 2012   | 7/137   | 4   | Opozycja |
| 2017   | 8/151   | 1   | Opozycja |
| 2022   | 7/151   | 1   | Opozycja |

### Wybory do Senatu
| Wybory | Mandaty     | +/−         | Rząd     |
| ------ | ----------- | ----------- | -------- |
| 1992   | 23/60       | –           | Rząd     |
| 2005   | brak danych | brak danych | Opozycja |
| 2008   | brak danych | brak danych | Opozycja |
| 2011   | 2/36        | –           | Opozycja |
| 2014   | brak danych | brak danych | Opozycja |
| 2017   | 2/72        | –           | Opozycja |
| 2023   | 1/72        | 1           | Opozycja |

### Wybory prezydenckie
| Wybory | Kandydat                       | Głosów  | %      | Wynik     |
| ------ | ------------------------------ | ------- | ------ | --------- |
| 1992   | Pascal Lissouba                | 282 020 | 35,97% | Wygrana   |
| 2002   | Joseph Kignoumbi Kia Mboungou  | 33 154  | 2,76%  | Przegrana |
| 2009   | Joseph Kignoumbi Kia Mboungou* | 100 181 | 7,46%  | Przegrana |
| 2016   | Pascal Tsaty Mabiala           | 65 025  | 4,67%  | Przegrana |

*Jako kandydat niezależny, ale będąc jednocześnie wiceprzewodniczącym partii.